# 인도군
인도군(힌디어: भारतीय सशस्त्र सेना 바라티야 스탈라 세나)은 인도의 군대이다.  인도 육군, 인도 해군, 그리고 인도 공군의 세 개의 전문 제복 서비스로 구성되어 있다. 게다가, 인도군은 중앙무장경찰대, 인도 해안경비대, 그리고 특수국경군과 전략군사령부, 안다만과 니코바르 사령부, 그리고 통합방위군과 같은 다양한 부대 지휘부와 기관에 의해 지원된다. 인도의 대통령은 인도군의 최고사령관이지만 국가 안보에 대한 행정권과 책임은 인도의 총리와 그들이 선택한 내각 장관들에게 부여된다. 인도군은 인도 정부의 국방부의 관리하에 있다. 140만 명 이상의 현역 군인의 힘을 가진 그것은 세계에서 두 번째로 가장 큰 군대이고 세계에서 가장 큰 자원봉사 군대를 가지고 있다. 그것은 또한 세계에서 세 번째로 가장 큰 국방예산을 가지고 있다. 세계화력지수 보고서는 그것을 네 번째로 가장 강력한 군대로 열거하고 있다.
인도군은 1947년, 1965년 그리고 1971년 인도-파키스탄 전쟁, 인도-포르투갈 전쟁, 인도-중국 전쟁, 1967년 초라 사건, 1987년 중국-인도 교전, 카르길 전쟁, 그리고 다른 것들 중 시아첸 갈등을 포함하여, 많은 주요 군사 작전에 참여해오고 있다. 인도는 매년 12월 7일 국군기축일에 군대와 군인들을 기린다. 핵 3종으로 무장한 인도군은 미래의 군인 시스템과 미사일 방어 시스템과 같은 분야에 투자하면서, 꾸준히 현대화를 진행하고 있다.
인도 국방부의 국방 생산부는 인도군이 사용하는 장비의 토착 생산을 담당한다. 16개의 국방 PSU로 구성되어 있다. 인도는 최대 국방 장비 수입국 중 하나로 남아 있으며 러시아, 이스라엘, 프랑스 및 미국이 최대 군사 장비 공급국이다. 인도 정부는 인도 제조 이니셔티브의 일환으로 제조업을 토착화하고 국방을 위한 수입 의존도를 줄이고자 한다.

## 역사
인도는 수 천년 전으로 거슬러 올라가는 가장 긴 군사 역사들 중 하나를 가지고 있다. 군대에 대한 첫 번째 언급은 라마야나와 마하바라타의 서사시뿐만 아니라 베다에서 발견된다. 특히 양궁에 관한 고전적인 인도 문헌과 일반적인 무술은 다누르베다로 알려져 있다.

### 영국령 인도

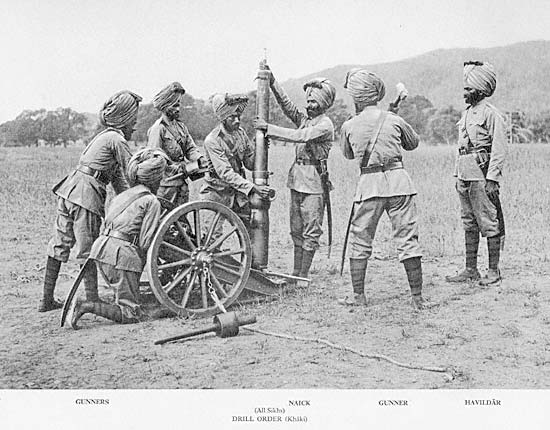
1895년 영국령 인도 육군의 산악 포병 대원이 RML 2.5인치 산악포 조립을 시연하고 있다.

인도 왕립 해군은 인도의 많은 부분이 동인도 회사의 통제 하에 있는 동안 영국에 의해 처음으로 설립되었다. 1892년, 그것은 인도 왕립 해병대(RIM)로서 해양 구성 요소가 되었다.
제1차 세계 대전 동안 인도 군대는 유럽, 지중해 및 중동 전쟁 무대에 많은 사단과 독립 여단을 기여했다. 백만 명의 인도군이 해외에서 복무했고, 62,000명이 사망했고, 또 다른 67,000명이 부상을 입었다. 총 74,187명의 인도 군인들이 전쟁 동안 죽었다. 그것은 독일령 동아프리카와 서부 전선에서 독일 제국에 대항하여 싸웠다. 인도 사단은 또한 이집트, 갈리폴리로 보내졌고 거의 700,000명이 오스만 제국에 대항하여 메소포타미아에서 복무했다.
제1차 세계 대전 이후 인도군은 중대한 변화를 겪었다. 1928년 공병 중위 D. N. 무케르지는 인도 왕립 해병대에서 임관을 받은 최초의 인도인이 되었다. 1932년에는 인도 공군이 RAF 인도 내에서 보조 공군으로 창설되었고, 2년 후 RIM은 인도 왕립 해군(RIN)으로 해군 복무로 격상되었다.
장교단의 점진적인 "인도화"가 제1차 세계 대전 이후 시작되었지만, 1939년 전쟁 발발 당시에는 인도 국기, 장군 또는 항공 장교가 군대에 없었다. 가장 높은 계급의 인도 장교들은 대령보다 계급이 높지 않은 비전투원 인도 의료 서비스에서 복무하는 사람들이었고, 일반 인도 육군에는 소령 계급 이상의 인도 장교들이 없었다. 인도 왕립 해군에는 인도 고위 라인 장교와 단 한 명의 인도 고위 공병 장교가 있었던 반면, 인도 공군에는 1939년 인도 고위 장교가 없었고, 가장 높은 계급의 인도 공군 장교는 비행 중위였다.
제2차 세계 대전에서 인도 육군은 1939년에 200,000명이 조금 안 되는 병력으로 전쟁을 시작했다. 전쟁이 끝날 때쯤에 그것은 역사상 가장 큰 의용군이 되었고, 1945년 8월에 250만 명이 넘는 병력으로 증가했다. 보병, 갑옷, 그리고 신생 공수부대에서 복무하면서, 그들은 아프리카, 유럽, 그리고 아시아의 3개 대륙에서 싸웠다. 인도 육군은 에티오피아에서 이탈리아 육군에 대항했고, 이집트, 리비아, 그리고 튀니지에서 이탈리아와 독일 육군 모두에 대항했고, 이탈리아]가 항복한 후에 이탈리아의 독일 육군에 대항했다. 그러나, 인도 육군의 대부분은, 처음에는 영국의 말라야 패배와 버마에서 인도 국경으로 후퇴하는 동안, 나중에는, 지금까지 형성된 가장 큰 대영 제국 군대의 일부로서, 버마로 돌아가는 승리를 위해 쉬고 준비한 후에, 일본 육군과 싸우는데 전념했다. 이 작전들은 36,000명이 넘는 인도 군인들의 목숨을 앗아갔고, 또 다른 34,354명이 부상을 입었고, 67,340명이 포로가 되었다. 그들의 용기는 약 4,000장의 훈장으로 인정되었고, 인도 육군의 38명의 구성원들은 빅토리아 십자훈장 또는 조지 십자장을 받았다.

### 인도 공화국
1950년 1월 26일, 인도가 주권 공화국이 되면서 계급장, 황실 왕관, 영국의 기함과 "로열" 모니커와 같은 영국 통치의 마지막 잔재들 중 일부가 폐지되고 인도의 삼색기와 아소카의 사자 수도로 대체되었다. 1951년 4월 1일, 이전 왕자 국가들의 나머지 부대들이 정규 인도군과 통합되었지만, 이전 왕자 국가들의 군대 중 단지 비율만이 현역으로 유지될 수 있을 정도로 충분히 능력이 있는 것으로 나타났다. 인도가 공화국이 된 동안, 영국군에서 차출된 영국 장교들은 인도군에서 1960년대 초까지 고위 직책을 계속 맡았다. 1954년 4월 1일, 공군 원수 수브로토 무케르지는 인도 공군의 첫 번째 인도 총사령관이 되었다. 1955년 4월 1일부터 시행된 의회법, 총사령관 (지명 변경) 법은 각 지부의 참모총장으로 군 총사령관 사무실을 재지정했다. 1958년까지 인도 해군의 마지막 영국 참모총장이 되지 않았다. 그 해 4월 22일, 램 다스 카타리 제독이 인도의 첫 해군 참모총장이 되었다. 인도 공군 참모총장과 인도 해군은 각각 1966년과 1968년에 육군 참모총장과 같은 4성급으로 격상되었다.
1961년 인도와 포르투갈 사이에 인도가 스스로 주장했던 포르투갈의 점령된 영토인 고아주에 대한 긴장이 고조되었다. 포르투갈 경찰이 인도와의 연합을 위해 평화적이고 비무장인 시위를 폭력적으로 진압한 후, 인도 정부는 침공하기로 결정했고 비자이 작전을 시작했다. 일방적인 공중, 해상, 지상 작전은 포르투갈군의 빠른 항복이라는 결과를 낳았다. 36시간 이내에, 451년의 포르투갈 식민 지배가 끝났고 고아는 인도에 의해 합병되었다.

## 미사일 방어 프로그램
인도의 미사일 방어 네트워크에는 방공 지상 환경 시스템(ADGES)과 기지 방공 구역(BADZ)이라는 두 가지 주요 구성 요소가 있다. ADGES 네트워크는 광범위한 레이더 범위를 제공하며 인도 영공에 대한 대부분의 공중 침입을 탐지하고 요격할 수 있다. BADZ 시스템은 레이더, 요격기, 지대공 미사일(SAM) 및 대공포(AAA) 부대가 협력하여 중요한 목표물에 대한 공격에 대해 강력하고 효과적인 방어 장벽을 제공함으로써 훨씬 더 집중되어 있다.

## 연구 및 개발
국방연구개발기구(DRDO)는 인도 뉴델리에 본부를 두고 군이 사용할 수 있는 기술 개발을 담당하는 인도 공화국의 기관이다. 1958년에 기술개발 설립과 기술개발생산국이 국방과학기구와 합병하여 결성되었다. DRDO는 항공, 군비, 전자 및 컴퓨터 과학, 인적자원개발, 생명과학, 재료, 미사일, 전투차 개발 및 해군 연구개발과 같은 다양한 분야를 다루는 국방 기술 개발에 종사하는 52개의 실험실 네트워크를 가지고 있다. 이 조직은 5,000명 이상의 과학자와 약 25,000명의 다른 과학, 기술 및 지원 인력을 포함한다. DRDO의 연간 운영 예산은 16억 달러(2011~12년)로 고정되어 있다.

### 전자 전쟁, 사이버 전쟁, 군사용 하드웨어
DRDO의 항전 프로그램은 임무 컴퓨터, 레이더 경고 수신기, 정확도 높은 방향 탐지 포드, 합성개구레이더, APAR, 공중 재머 및 비행 계측기로 다양한 인도 공군 항공기 및 위성에서 사용되는 성공 사례가 되었다. DRDO 실험실은 IAF 및 인도 육군을 위한 많은 전자 전쟁 시스템과 해군을 위한 고성능 소나 시스템을 개발했다.
DRDO는 아준 전차와 같은 다른 중요한 군사 장비를 개발했으며 미래의 보병 전투 차량인 "압하이"의 개발에 참여하고 있다. DRDO는 또한 T-72 업그레이드 및 사격 통제 시스템 시험 팀의 일원이다. 공격 소총, 경기관총 및 카빈을 포함한 인도의 실질적인 표준 소형 무기 제품군인 INSAS는 DRDO 실험실인 군비 연구 개발 시설에서 개발되었다. ARDE는 또한 최대 사거리 39km (24 mi) - 40km (25 mi)의 피나카 다연장로켓 발사대를 44초 만에 발사하여 목표 면적 3.9km를 무력화할 수 있는 피나카 다연장로켓 발사대의 개발에 착수했다. 이 프로젝트는 민간 부문이 참여한 최초의 인도 국방 프로젝트 중 하나였다.
인도는 사이버 전쟁을 수행할 책임이 있는 국방 사이버국을 만들었다.

## 같이 보기
- 국방연구개발기구
- 인도의 경찰
- 수바스 찬드라 보스